# Улица Косинова (Санкт-Петербург)
Улица Ко́синова — улица в Кировском районе Санкт-Петербурга. Проходит от Промышленной до Оборонной улицы.

## История

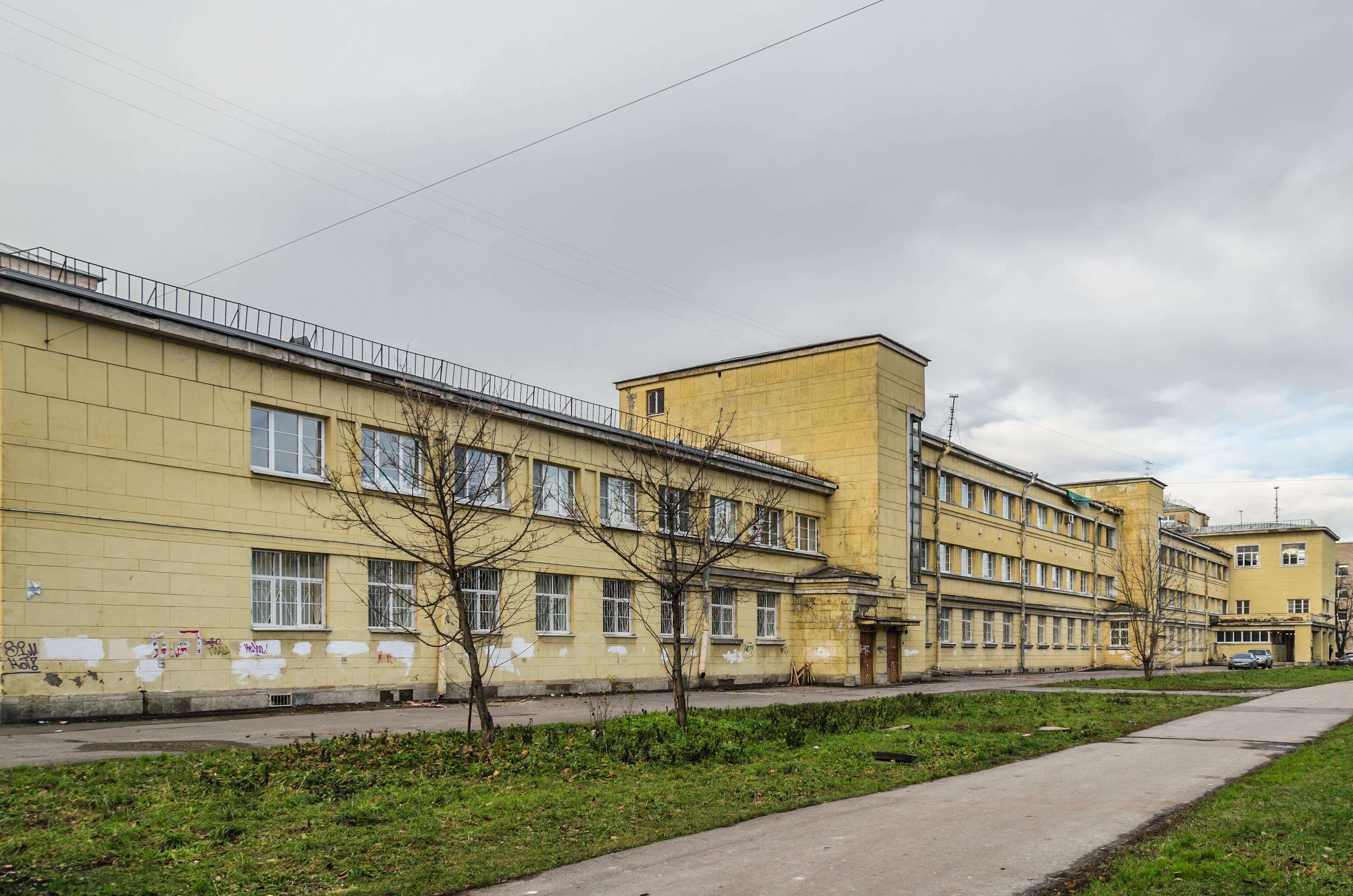
Городская больница № 14

Первоначальное название 1-я Турбинная улица известно с 1939 года, дано в связи с организацией производства паровых турбин на Кировском заводе.
Наименование улица Косинова получила 10 июля 1950 года в честь С. К. Косинова, воздушного стрелка-бомбардира, участника обороны Ленинграда, Героя Советского Союза.

## Достопримечательности
- Детская поликлиника (дом 12/4)
- Поликлиника № 23 (дом 17)
- Больница № 14 им. Володарского (дом 19)